# Kungsgatan (Stockholm)
La Kungsgatan (en français : rue du Roi) est une rue du centre-ville de Stockholm en Suède. Elle mesure environ 1 500 mètres de longueur,,.

## Situation
La rue démarre à l'ouest au Kungsholmen par le pont Kungsbron et s'étend à l'est jusqu'à la place Stureplan. Elle est croisée par les rues Vasagatan, Drottninggatan, et Sveavägen. Elle longe la place Hötorget où se trouve la maison des concerts de Stockholm (inaugurée en 1926). Elle est flanquée de deux hautes tours de 60 mètres de hauteur, Kungstorn (tours du Roi), construites dans les années 1920. Au n° 63 se trouve le Théâtre Oscar et au n° 65 le casino Cosmopol.
La rue a commencé à être percée en 1905 et été inaugurée en 1911. Aujourd'hui c'est une grande rue commerçante avec des cinémas, des cafés et des boutiques.

## Bâtiments de la rue
| Image | Nom               | Numéro | Type                  |
| ----- | ----------------- | ------ | --------------------- |
|       | Myrstedt & Stern  | 5      | Grand magasin         |
|       | Kungsgatan 8      | 8      | Grand magasin         |
|       | Cinéma Rigoletto  | 16     | Cinéma                |
|       | Kungshuset        | 18     | Grand magasin         |
|       | Cinéma Saga       | 24     | Cinéma                |
|       | Kungstornen       | 30,33  | Grand magasin         |
|       | Centrumhuset      | 32-38  | Grand magasin         |
|       | Biograf Royal     | 37     | Cinéma                |
|       | Kungsgatan 40     | 40     | Grand magasin         |
|       | Konserthuset      | 41-43  | Salle de concert      |
|       | Kungshallen       | 44     | Bureaux Grand magasin |
|       | PUB               | 45-49  | Grand magasin         |
|       | Vinkelhaken 9     | 52     | Banque Grand magasin  |
|       | Oscarsteatern     | 63     | Théâtre               |
|       | Casino Cosmopol   | 65     | Casino                |
|       | Lundbergska huset | 70-74  | Hôtel                 |

## Galerie

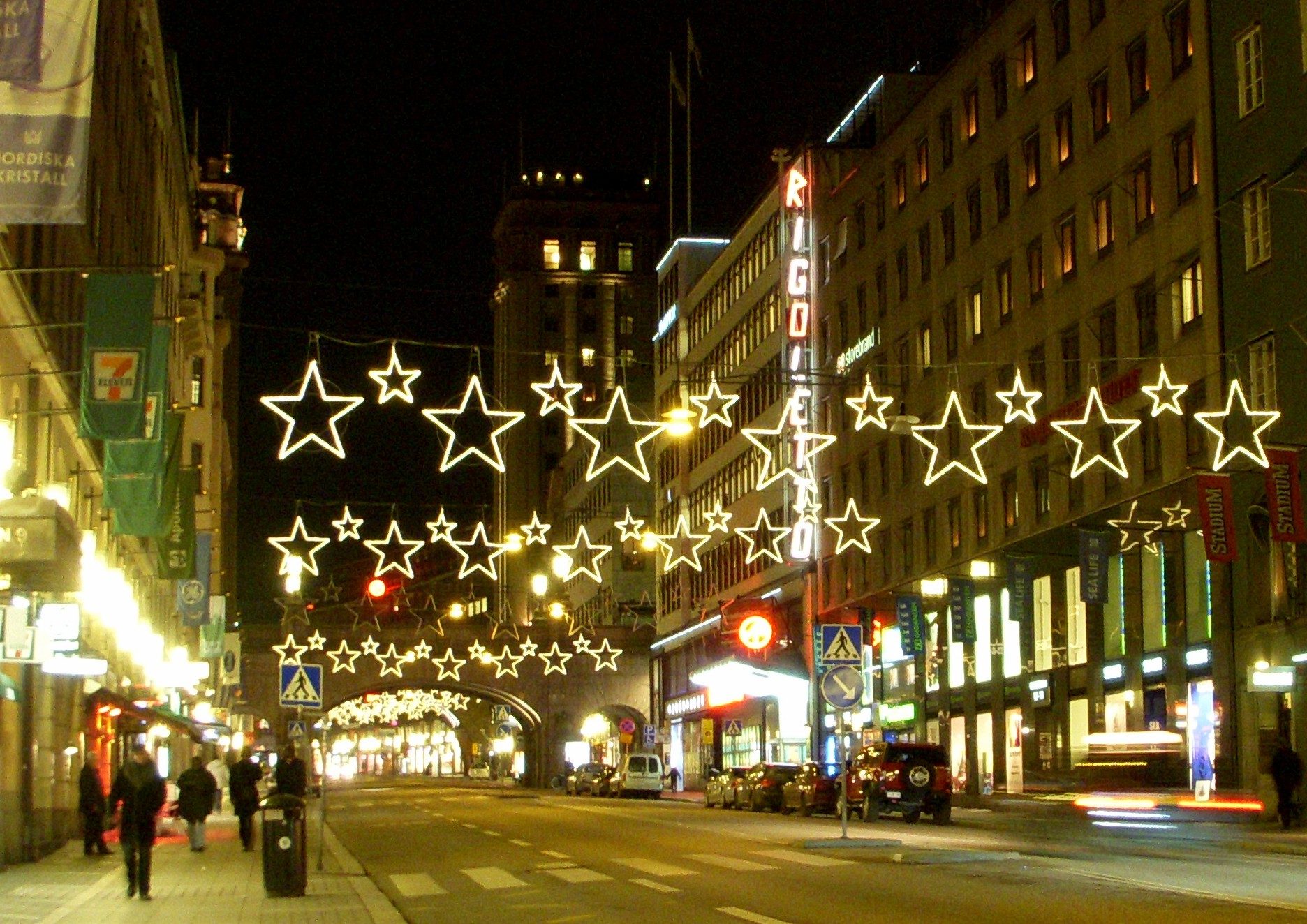
Kungsgatan en 2008.
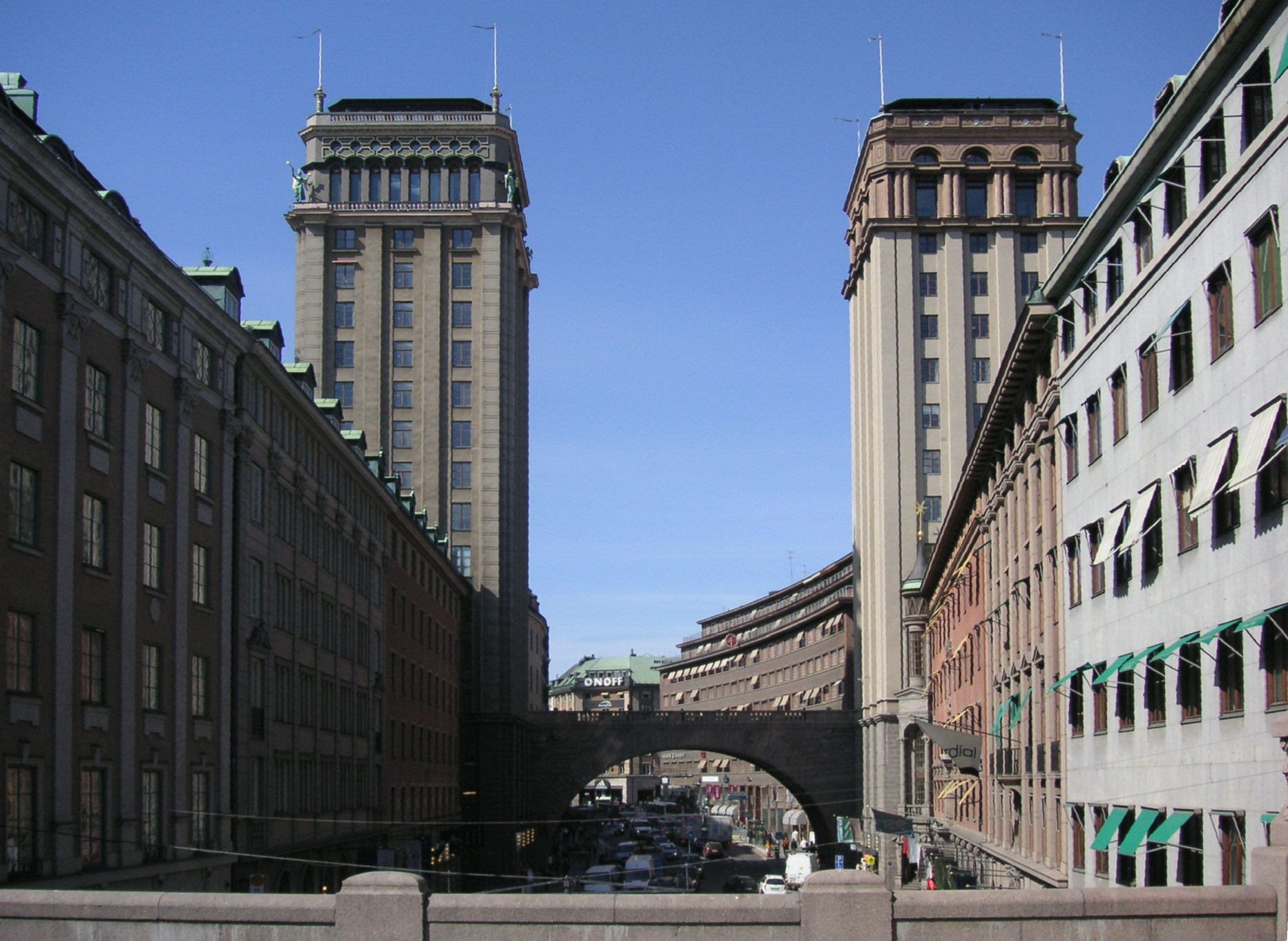
Vue du Kungsgatan avec les deux tours du Roi.